# 謝拉夫甘汗

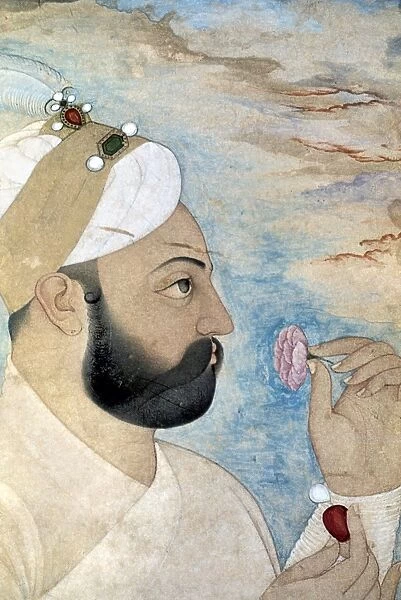
謝拉夫甘汗肖像，約16至17世紀間的蒙兀兒繪畫

阿里·庫里·伊斯塔吉魯（Ali Quli Istajlu），亦稱謝拉夫甘汗（Sherafgan Khan），他最初是薩法維帝國的一名官員，後來轉而投效蒙兀兒帝國，成為蒙兀兒帝國朝中的廷臣，並在1605年獲封西孟加拉地區巴爾達曼的領地。他也是茉荷茹妮莎的第一任丈夫，在其死後，妻子茉荷茹妮莎與皇帝賈漢吉爾再婚，獲得皇室頭銜「努爾·賈漢」，一躍而為印度皇后和皇帝背後掌握實權的人物。
由於阿里·庫里·伊斯塔吉魯在與梅瓦爾的戰爭中立下赫赫功勳，因此被賈漢吉爾授予「謝拉夫甘汗」（意為擒拿老虎者）的榮稱。謝拉夫甘汗曾在薩法維帝國的沙阿伊斯瑪儀二世麾下任官，和他的妻子茉荷茹妮莎一樣，謝拉夫甘汗也是來自波斯的移民，伊斯瑪儀二世去世後，他從波斯前往當時蒙兀兒帝國統治下的坎大哈。
謝拉夫甘汗與茉荷茹妮莎所生的女兒拉德麗·貝居姆後來和沙赫里亞爾·米爾扎結婚，沙赫里亞爾·米爾扎是賈漢吉爾的第五子，也是年紀最小的兒子，為沙賈汗繼承皇位的競爭對手。